# Matchbox (sång)
För andra betydelser, se Matchbox (olika betydelser).
"Matchbox" är en singel av den amerikanska rockabilly- och rock & rollsångaren Carl Perkins, utgiven den 24 februari 1957. Sången är skriven av Carl Perkins och är löst baserad på bluessången "Match Box Blues" av Blind Lemon Jefferson från 1927, som musikaliskt är annorlunda men innehåller liknande sångtext. Sången släpptes 1957 i samband med Carl Perkins debutalbum Dance Album of Carl Perkins och på B-sidan återfinns sången "Your True Love". "Matchbox" är en av Perkins mest kända sånger, och har spelats in av ett flertal artister, bland annat The Beatles, Jerry Lee Lewis, Ronnie Hawkins och Scotty Moore.

## Bakgrund och inspelning
Efter att Carl Perkins spelat in "Your True Love" vid Sun Studio, blev han tipsad av sin far Buck att skriva en sång baserad på några få ord han kom ihåg från bluessången "Match Box Blues" av Blind Lemon Jefferson. Perkins far kom dock inte ihåg vad sången hette, och Perkins fick mycket senare veta exakt vilken sång han hade baserat "Matchbox" på. Efter att Perkins sjungit dem få orden hans far kom ihåg, började Jerry Lee Lewis, som vid denna tid var en pianist vid Sun Studio, spela en boogie woogie-riff på pianot. Perkins följde snart med en melodi på gitarr och improviserad text. Hela sången spelades in den 4 december 1957 vid Sun Studio, med Sam Phillips som producent.

## Medverkande
- Carl Perkins – sång, sologitarr
- Jerry Lee Lewis – piano
- Jay Perkins – akustisk kompgitarr
- Clayton Perkins – basgitarr
- W.S. Holland – trummor

### Övriga medverkande
- Sam Phillips – producent

## Coverversioner

### The Beatles
"Matchbox" var en vanlig sång under The Beatles spelningar mellan åren 1962 och 1963, då med gruppens dåvarande trumslagare Pete Best som huvudvokalist, en roll som John Lennon tog över efter att Pete Best sparkats ur gruppen i augusti 1962. I juli 1963 spelade The Beatles för BBC:s radioprogram Pop Go the Beatles, då med Ringo Starr, Pete Bests ersättare, på sång. Denna version finns med på samlingsalbumet Live at the BBC från 1994.
The Beatles spelade in sin studioversion av "Matchbox" den 1 juni 1964 i London med Ringo Starr som huvudvokalist, samtidigt som man spelade in annat material. Då Carl Perkins var i London samtidigt som inspelningssessionerna pågick, bjöd man in honom, men Perkins var enbart åskådare och deltog inte i inspelningarna på något sätt. Starr ska senare sagt att han kände sig "väldigt generad" på grund av att han hade halsont vid inspelningen. Två dagar senare blev Starr inlagd på sjukhus för halsfluss och faryngit, vilket resulterade i att han missade starten av gruppens första världsturné och blev temporärt ersatt av Jimmie Nicol.
Egentligen var det tänkt att "Matchbox" skulle hamna på gruppens tredje album A Hard Day's Night (som många andra coverversioner inspelade under första halvan av 1964), men så blev det inte. Sången hamnade istället på EP-skivan Long Tall Sally, släppt den 19 juni 1964 i Storbritannien. I USA släpptes "Matchbox" istället på albumet Something New i juli 1964, innan sången blev släppt på singelskiva tillsammans med B-sidan "Slow Down" den 24 augusti. Sången kom senare med på samlingsalbumen Rock 'n' Roll Music, Past Masters och Mono Masters.

#### Medverkande
- Ringo Starr – sång, trummor
- John Lennon – kompgitarr
- Paul McCartney – basgitarr
- George Harrison – sologitarr

##### Övriga medverkande
- George Martin – piano, producent
- Norman Smith – ljudtekniker

Medverkande enligt webbplatsen The Beatles Bible.

#### Topplistor
| Topplista         | Högsta listplacering |
| ----------------- | -------------------- |
| Billboard Hot 100 | 17                   |

### Silver Wilburys
Den 19 februari 1987 samlades artisterna George Harrison, Bob Dylan, John Fogerty, Taj Mahal och Jesse Ed Davis vid Palomino Club i North Hollywood, Los Angeles i Kalifornien för en mindre konsert där man spelade sångerna "Matchbox", "Blue Suede Shoes", "Honey Don't" och "Gone, Gone, Gone". Denna samling musiker fick namnet "Silver Wilburys", troligtvis efter supergruppen Traveling Wilburys som bildades år 1988, där både Harrison och Dylan var medlemmar.

### Andra coverversioner
- Jerry Lee Lewis på hans debutalbum Jerry Lee Lewis, 1958.